# ジョルジュ・プティ
ジョルジュ・プティ（Georges Petit, 1856年3月11日 - 1920年5月12日）は、フランスの美術商。印象派の画家たちの活躍に貢献した。

## 生涯
父フランソワ・プティは、1846年、パリのサン＝ジョルジュ通りで美術商を開業した。

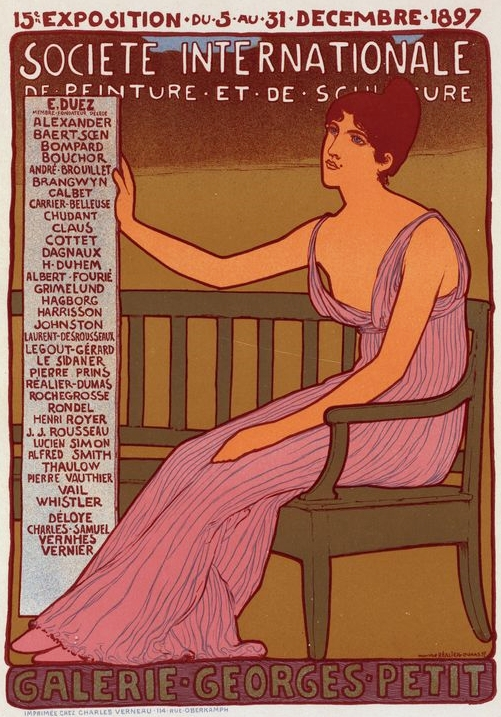
1897年の第15回国際美術展のポスター。

ジョルジュ・プティは、1877年、父から会社と不動産、300万フランの財産を相続した。セーズ通りに居宅を構え、年間の支出は40万フランにも及んだという。
1878年という比較的早い時期に、ジャン・ヴィクトル・ルイ・フォールや、クロード・モネのパトロンであったエルネスト・オシュデのコレクションの売立てに関わったことを機に、印象派の作品を購入するようになった。同時に、よりアカデミックで伝統的な絵画も取り扱っており、ポール・デュラン＝リュエルや、グーピル商会の後継者であるブッソ・ヴァラドン商会と激しく競争した。
1881年、ゴドー・ド・モロワ通りに画廊を構え、画家たちにとっては、サロン・ド・パリ以外に絵を展示・販売する場所を提供することとなった。
1882年、セーズ通りに豪華な画廊を構えるとともに、イタリア人画家ジュゼッペ・デ・ニッティスの協力の下、「フランス人画家および外国人画家による国際美術展」を開催した。開会式には、大統領ジュール・グレヴィを招いた。ジェームズ・マクニール・ホイッスラー、デ・ニッティスなどが第1回展に出展した。
ジョルジュ・プティは、1885年の第4回国際美術展にクロード・モネを招待した。モネは、それまでデュラン＝リュエルと取引していたが、デュラン＝リュエルとの独占契約を望んでいなかった。国際美術展には、ジャン・ベロー、アルベール・ベナール、アンリ・ジェルベクスなど、サロン・ド・パリ系の画家も出展していたため、モネにとっては彼らと競う合う機会になった。一方、エドガー・ドガは、プティの商業主義を批判し、モネが国際美術展に出品したことを非難した。
国際絵画展には、クロード・モネ、カミーユ・ピサロ、ピエール＝オーギュスト・ルノワール、アルフレッド・シスレーといった印象派の画家たちが参加した。シスレーは、1880年代と1890年に大規模な回顧展をジョルジュ・プティ画廊で開いている。1889年には、モネとオーギュスト・ロダンとの2人展を開催した。1898年には、モネの連作「セーヌ川の朝」を展示した個展を開催した。

## 死後
1920年、ジョルジュ・プティが亡くなると、画廊は売却され、1933年に閉店されるまで営業を続けた。